# JTV 아침뉴스
《JTV 아침뉴스》(JTV MORNING NEWS)는 JTV TV에서 매주 평일 오전 7시 10분에 방송 중인 전북 지역 아침 종합 뉴스 프로그램이다.

## 방송 시간
| 방송 채널 | 방송 기간                          | 방송 시간                                                        |
| --------- | ---------------------------------- | ---------------------------------------------------------------- |
| JTV       | 1997년 9월 29일 ~ 2007년 12월 29일 | 평일 아침 7시~7시 30분(30분) 토요일 아침 7시 10분~7시 40분(30분) |
| JTV       | 2007년 12월 31일 ~ 2018년 6월 8일  | 평일 아침 7시~7시 30분(30분)                                     |
| JTV       | 2018년 6월 11일 ~ 2019년 5월 17일  | 평일 아침 7시 10분~7시 40분(30분)                                |
| JTV       | 2019년 5월 20일 ~ 2021년 10월 1일  | 평일 아침 7시 5분~7시 35분(30분)                                 |
| JTV       | 2021년 10월 4일 ~ 현재             | 평일 아침 7시 10분~7시 40분(30분)                                |

## 앵커
| 대수 | 진행자          | 진행 기간                         | 비고  |
| ---- | --------------- | --------------------------------- | ----- |
| 1대  | 김문정 아나운서 | 2017년 일자 미상 ~ 2022년 8월 2일 |       |
| 2대  | 유일한 아나운서 | 2022년 8월 3일 ~ 2024년 2월 16일  | [ 1 ] |
| 3대  | 전세영 아나운서 | 2024년 2월 19일 ~ 2024년 3월 29일 |       |
| 4대  | 김민영 아나운서 | 2024년 4월 1일 ~ 2025년 1월 3일   | [ 2 ] |
| 5대  | 노소정 아나운서 | 2025년 1월 6일 ~ 2025년 1월 31일  |       |
| 6대  | 박주은 아나운서 | 2025년 2월 3일 ~ 현재             |       |

## 타이틀 변천사
| 기수 | 프로그램 타이틀 | 방송 기간                           |
| ---- | --------------- | ----------------------------------- |
| 1기  | JTV 뉴스전망대  | 1997년 9월 29일 ~ 2007년 10월 20일  |
| 2기  | 모닝와이드 전북 | 2007년 10월 22일 ~ 2007년 12월 29일 |
| 3기  | JTV 아침뉴스    | 2007년 12월 31일 ~ 현재             |

## 논란
- 2007년 10월 22일부터 《JTV 뉴스전망대》가 《모닝와이드 전북》으로 변경된 이후 JTV TV의 다른 뉴스 프로그램들과는 달리 앵커가 없는 녹화 방송으로 진행되었는데 JTV는 이에 반발하여 2007년 10월 26일부터 파업을 벌였으며 2007년 12월 31일에 파업이 철회되면서 《모닝와이드 전북》은 현재의 《JTV 아침뉴스》로 변경되었다.

## 경쟁 프로그램
- KBS 뉴스광장 전북권(KBS 전주 1TV)
- MBC 뉴스투데이 전북권뉴스(전주MBC TV)